# 1496
| [ Edytuj tabelę ]                          | |
| Król Polski                                | - 1492 Jan I Olbracht 1501 |
| Współksiążęta Andory                       | - 1472 Pere de Cardona 1512 - 1483 Katarzyna z Nawarry 1512 - 1484 Jan III 1516 |
| Król Anglii                                | - 1485 Henryk VII 1509 |
| Król Aragonii i Walencji, hrabia Barcelony | - 1479 Ferdynand Aragoński 1516 |
| Władca Azteków                             | - 1486 Ahuitzotl 1502 |
| Elektor Brandenburgii                      | - 1486 Jan Cicero 1499 |
| Książę Bawarii-Landshut                    | - 1479 Jerzy Bogaty 1503 |
| Książę Bawarii-Monachium                   | - 1460 Zygmunt 1501 - 1465 Albert IV Mądry 1503 |
| Sułtan Brunei                              | - 1473 Bolkiah 1521 |
| Cesarz Chin                                | - 1487 Hongzhi 1505 |
| Król Czech                                 | - 1490 Władysław II Jagiellończyk 1516 |
| Król Danii                                 | - 1481 Jan Oldenburg 1513 |
| Dalajlama                                  | - 1475 Gendun Gjaco 1541 |
| Władca Egiptu                              | - 1468 Ka'itbaj 1496 - 1496 An-Nasir Muhammad II 1498 |
| Cesarz Etiopii                             | - 1494 Naod 1508 |
| Król Francji                               | - 1483 Karol VIII 1498 |
| Hrabia Holandii                            | - 1494 Filip I Piękny 1506 |
| Władca Inków                               | - 1493 Huayna Capac 1527 |
| Lord Irlandii                              | - 1485 Henryk VII Tudor 1509 |
| Cesarz Japonii                             | - 1464 Go-Tsuchimikado 1500 |
| Kalif                                      | - 1479 Al-Mutawakkil II 1497 |
| Król Kastylii i Leónu                      | - 1474 Izabela I Katolicka 1504 |
| Patriarcha Konstantynopola                 | - 1491 Maksym IV 1497 |
| Władca Korei                               | - 1494 Yŏngsan 1506 |
| Wielki książę litewski                     | - 1492 Aleksander Jagiellończyk 1506 |
| Cesarz Majapahitu                          | - 1474 Girindrawardhana 1498 |
| Sułtan Maroka                              | - 1472 Muhammad asz-Szajch al-Mahdi 1505 |
| Książę Mediolanu                           | - 1494 Ludwik Sforza 1499 |
| Senior Monako                              | - 1494 Jan II 1505 |
| Wielki książę moskiewski                   | - 1462 Iwan III Srogi 1505 |
| Król Nawarry                               | - 1484 Katarzyna z Nawarry i Jan d’Albret 1516 |
| Król Norwegii                              | - 1483 Jan Oldenburg 1513 |
| Sułtan Omanu                               | - 1490 Umar asz-Szarif 1500 |
| Elektor Palatynatu                         | - 1476 Filip Wittelsbach 1508 |
| Papież                                     | - 1492 Aleksander VI 1503 |
| Król Portugalii                            | - 1495 Manuel I 1521 |
| Cesarz Rzymski (niemiecki)                 | - 1493 Maksymilian I Habsburg 1519 |
| Kapitanowie Regenci San Marino             | - 1495 Marino di Antonio Giannini Antonio di Simone Belluzzi 1496 - 1496 Fabrizio di Pier Leone Corbelli Sabatino di Bianco 1496 - 1496 Cristofaro di Cecco di Vita Bonifazio di Andrea 1497 |
| Elektor Saksonii                           | - 1486 Fryderyk I Mądry 1525 |
| Król Szkocji                               | - 1488 Jakub IV 1513 |
| Król Szwecji                               | - 1471 Sten Sture Starszy 1497 |
| Król Tajlandii                             | - 1491 Ramathibodi II 1529 |
| Sułtan Turków                              | - 1481 Bajazyd II 1512 |
| Doża Wenecji                               | - 1486 Agostin Barbarigo 1501 |
| Król Węgier                                | - 1490 Władysław II 1516 |
| Cesarz Wietnamu                            | - 1460 Lê Thánh Tông 1497 |
| Wielki mistrz zakonu krzyżackiego          | - 1489 Jan von Tieffen 1497 |

Rok 1496 / MCDXCVI
stulecia: XIV wiek ~
XV wiek ~
XVI wiek

lata: 1486 «
1491 «
1492 «
1493 «
1494 «
1495 «
1496
» 1497
» 1498
» 1499
» 1500
» 1501
» 1506

## Wydarzenia w Polsce
- 13 marca-5 maja – w Piotrkowie obradował sejm[1].
- 1 czerwca – król Jan I Olbracht wydał Statut piotrkowski.
- Poselstwo zaatakowanej przez Moskwę Szwecji zaofiarowało koronę wielkiemu księciu litewskiemu Aleksandrowi Jagiellończykowi.

## Wydarzenia na świecie
- 3 stycznia – Leonardo da Vinci, bez sukcesu, testował maszynę latającą własnej konstrukcji.
- 5 marca – Giovanni Caboto (znany jako John Cabot) otrzymał od króla Anglii Henryka VII przywilej na eksplorację nieznanych lądów.
- 10 marca – Krzysztof Kolumb opuścił wyspę Hispaniola i pożeglował do Hiszpanii. Tym samym zakończył swój drugi pobyt na półkuli zachodniej.
- 21 marca – odsłonięto pomnik Bartolomeo Colleoniego w Wenecji.
- 4 sierpnia – brat Krzysztofa Kolumba Bartolomeo założył miasto Santo Domingo, obecnie stolica Dominikany.
- 5 grudnia – król Portugalii Manuel I wydał edykt nakazujący opuszczenie kraju wszystkim Żydom, którzy nie przyjmą wiary chrześcijańskiej.
- Henryk VII Tudor, król Anglii, podpisał pakt handlowy (Magnus Intercursus) z Wenecją, Francją, Holandią i Ligą Hanzeatycką.
- Mikołaj Kopernik rozpoczął studia prawnicze w Bolonii.
- Ślub Filipa I Pięknego z Joanną Szaloną, małżeństwo to dało Habsburgom prawa dziedziczne do Hiszpanii.

## Urodzili się
- 12 maja – Gustaw I Waza, założyciel dynastii Wazów (zm. 1560)
- François Bonivard, genewski patriota, duchowny, historyk
- Barbara Zápolya, królowa Polski, żona Zygmunta Starego (zm. 1515)

## Zmarli
- 1 listopada – Filip Kallimach, włoski humanista i pisarz piszący w języku łacińskim (ur. 1437)
- 16 grudnia – Sebastian Maggi, włoski dominikanin, błogosławiony katolicki (ur. ok. 1414)

- data dzienna nieznana:
  - Jan (Piotrowicz) z Oświęcimia, filozof, prawnik, profesor Uniwersytetu Krakowskiego (ur. ?) (data sporna lub przybliżona)